# Orthotrichia bensoni
Orthotrichia bensoni är en nattsländeart som beskrevs av Wells 1990. Orthotrichia bensoni ingår i släktet Orthotrichia och familjen smånattsländor. Inga underarter finns listade i Catalogue of Life.